# Абантиады

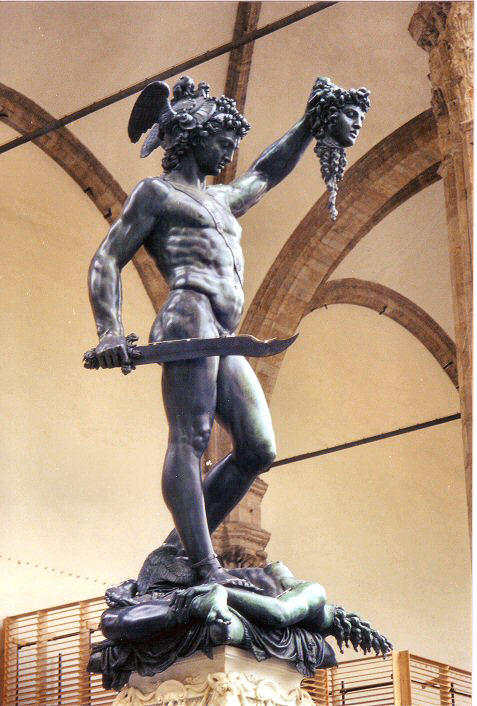
Персей

Абантиа́ды (др.-греч. Ἀβαντιάς, Abantiădes) — в древнегреческой мифологии потомки Абанта, царя Аргоса. К абантиадам принадлежал Персей, убивший Горгону Медузу.

## Мифологическое древо
Абант был женат на Аглае, дочери Мантинея, которая родила ему двух сыновей-близнецов: Акрисия и Прета. После смерти отца абантиды поделили царство. Через Акрисия Абант стал дедом Данаи и прадедом Персея. Гигин называет его отцом ещё и Идмона — прорицателя, участника похода аргонавтов (согласно основной версии мифа, это сын Аполлона); у Аполлодора упоминается дочь Абанта Идомена (жена Амифаона и мать ещё одного прорицателя, Мелампода), у автора схолий к трагедиям Еврипида — Канеф и Халкодон.